# کلودست
کلودست (انگلیسی: CloudSat) یکی از ماهواره‌های دیدبانی زمین است که ۲۸ آوریل ۲۰۰۶ توسط راکت دلتا ۲ به فضا پرتاب شد. این ماهواره از رادار برای اندازه‌گیری ارتفاع و ویژگی‌های ابر، گردآوری اطلاعات پیرامون ارتباط ابر و اقلیم به منظور حل مسائل گرمایش جهانی بهره می‌گیرد.
کلودست به همراه ماهواره‌های آکوا، آئورا، کالیپسو و ماهواره فرانسوی پاراسل، سامانه ماهواره‌ای ای-ترین را تشکیل داده‌اند.